# Filtropressa

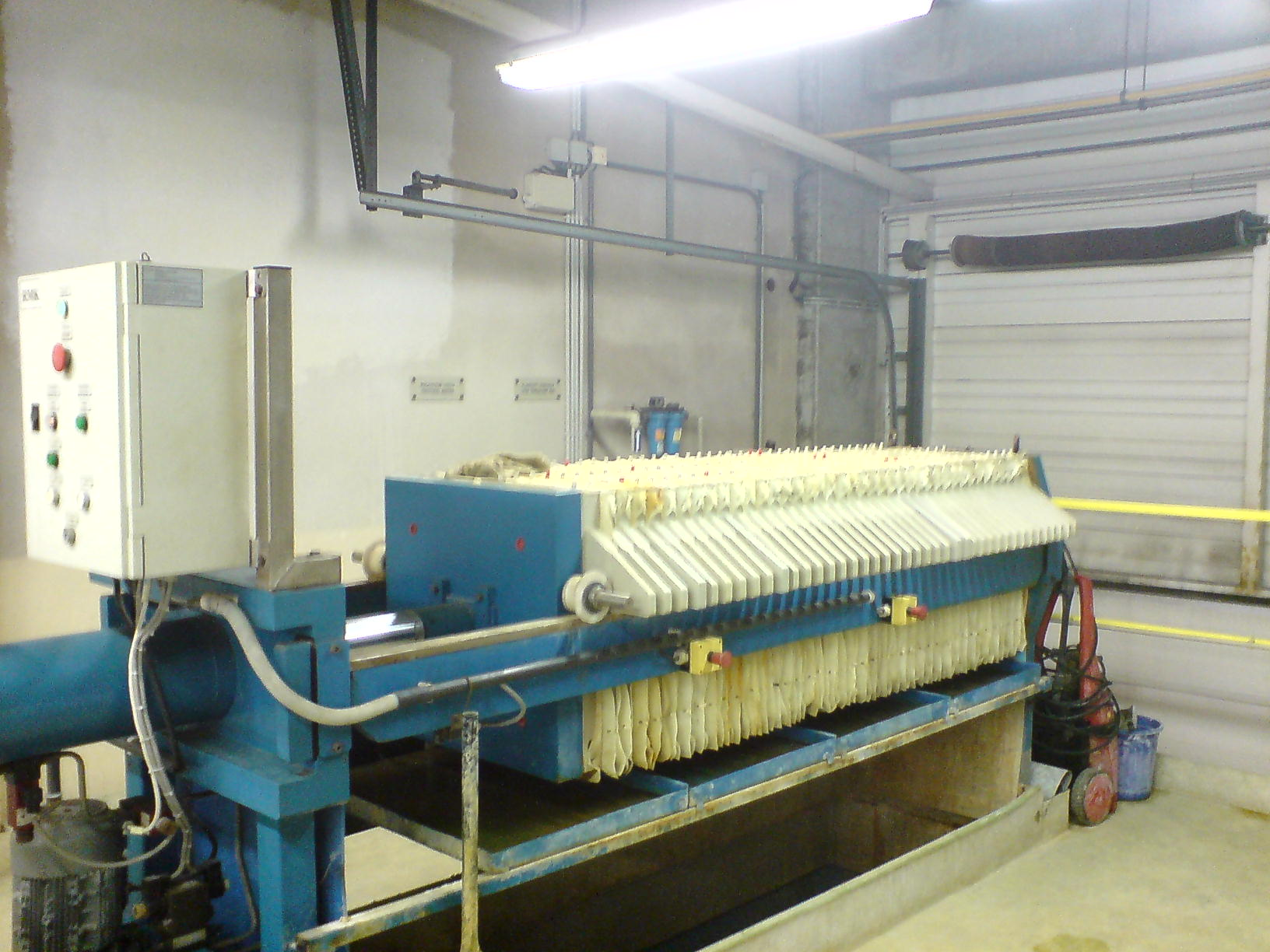
Filtropressa

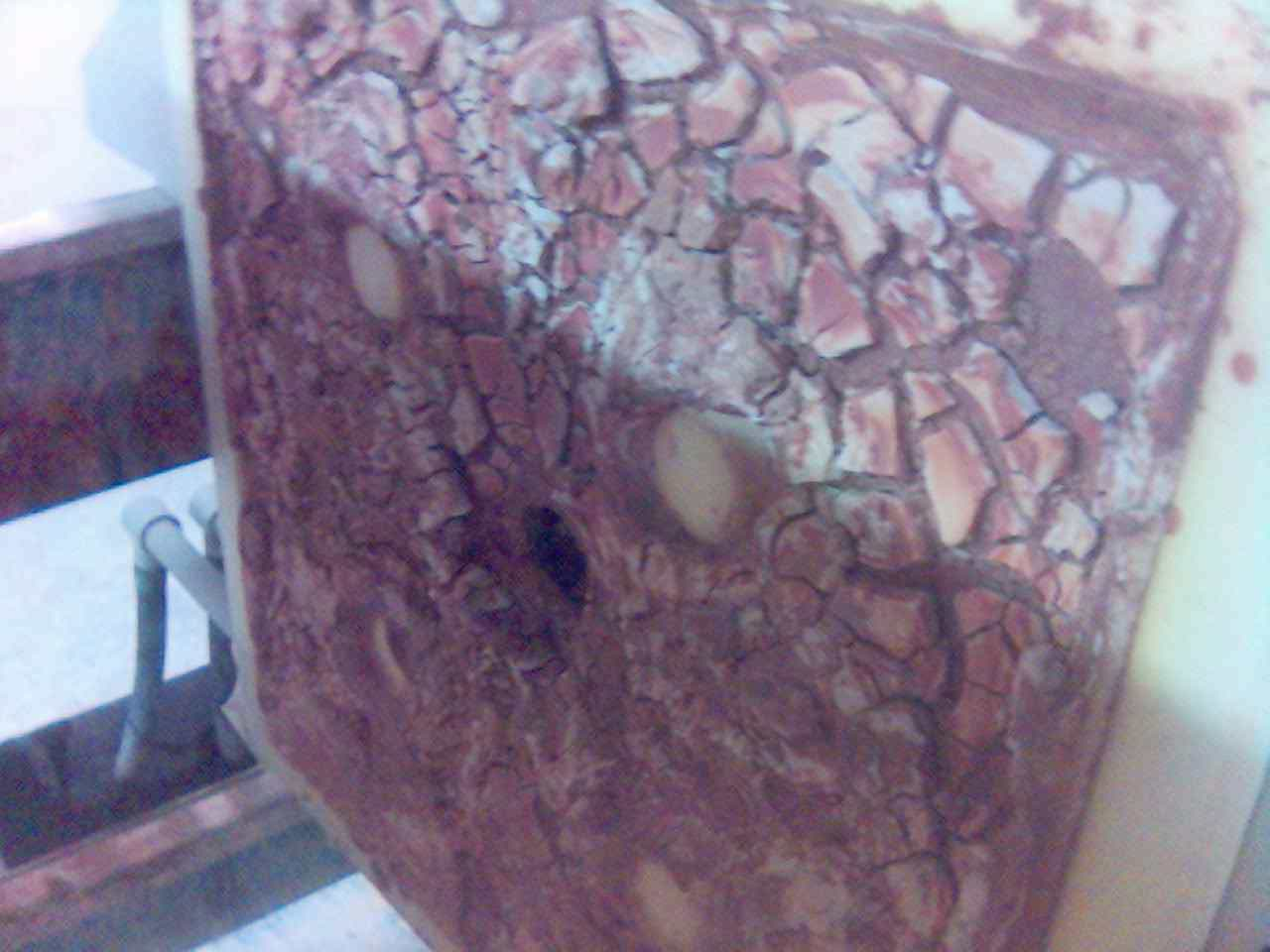
Deposito solido accumulato all'interno di una filtropressa

La filtropressa (o il filtropressa) è una macchina industriale utilizzata per disidratare i fanghi mediante processi di separazione solido liquido.
In altre parole, la filtropressatura è un sistema di riduzione volumetrica di sostanze liquide che presentano all'interno solidi sospesi.
I filtri pressa vengono oggi impiegati in differenti settori industriali: per la disidratazione dei fanghi derivanti dai processi di depurazione delle acque reflue, civili ed industriali e in molti processi chimico/farmaceutici e minerari.
In Italia le prime filtropresse compaiono nei primi del '900. Si ha una traccia storica sulla costruzione di una filtropressa dall'azienda Diefenbach nel 1907 usata per la spremitura dei semi.

## Costruzione di filtropresse
La filtropressa è composta da una serie di piastre o piatti (plate) alternate a tele (frame) che aderendo l'una all'altra formano delle camere, nelle quali si forma il panello di fango disidratato.
Il fango viene pompato ad elevate pressioni dentro il filtro. La fase solida viene trattenuta nelle intercapedini tra piatti e telai e dalla filtropressa esce la fase liquida, a basso contenuto di solidi sospesi. Il successivo recupero della fase solida avviene con l'apertura della filtropressa, quando i fanghi hanno colmato l'intercapedine (quindi il processo di filtropressatura è un processo discontinuo).

## Processo di filtraggio delle filtropresse
Nelle camere del filtro, la sospensione viene pompata con 10-20 bar contro i panni del filtro per mezzo di una pompa. Il liquido passa attraverso il mezzo filtrante e lascia la pressa attraverso i canali di drenaggio. Le parti solide della sospensione rimangono sul mezzo filtrante e formano il panello di fango disidratato. Dopo il completamento del ciclo di filtrazione, la pressa viene aperta e il fango disidratato rimosso. Per quanto riguarda la stampa non avviene automaticamente (filtro autopulente stampa), la pressione viene rilasciata ad aprire lentamente la filtropressa e rimuovere il fango disidrato dalle tele filtranti manualmente.

Le filtropresse a membrana hanno la particolarità che anche il panello del filtro viene premuto meccanicamente. A tale scopo, ciascuna camera del filtro ha almeno una membrana mobile. Questa membrana è, dopo l'afflusso della sospensione è stato spento, messo in movimento per mezzo di aria compressa o acqua pressione verso il panello di filtrazione e preme quindi aggiunta. 

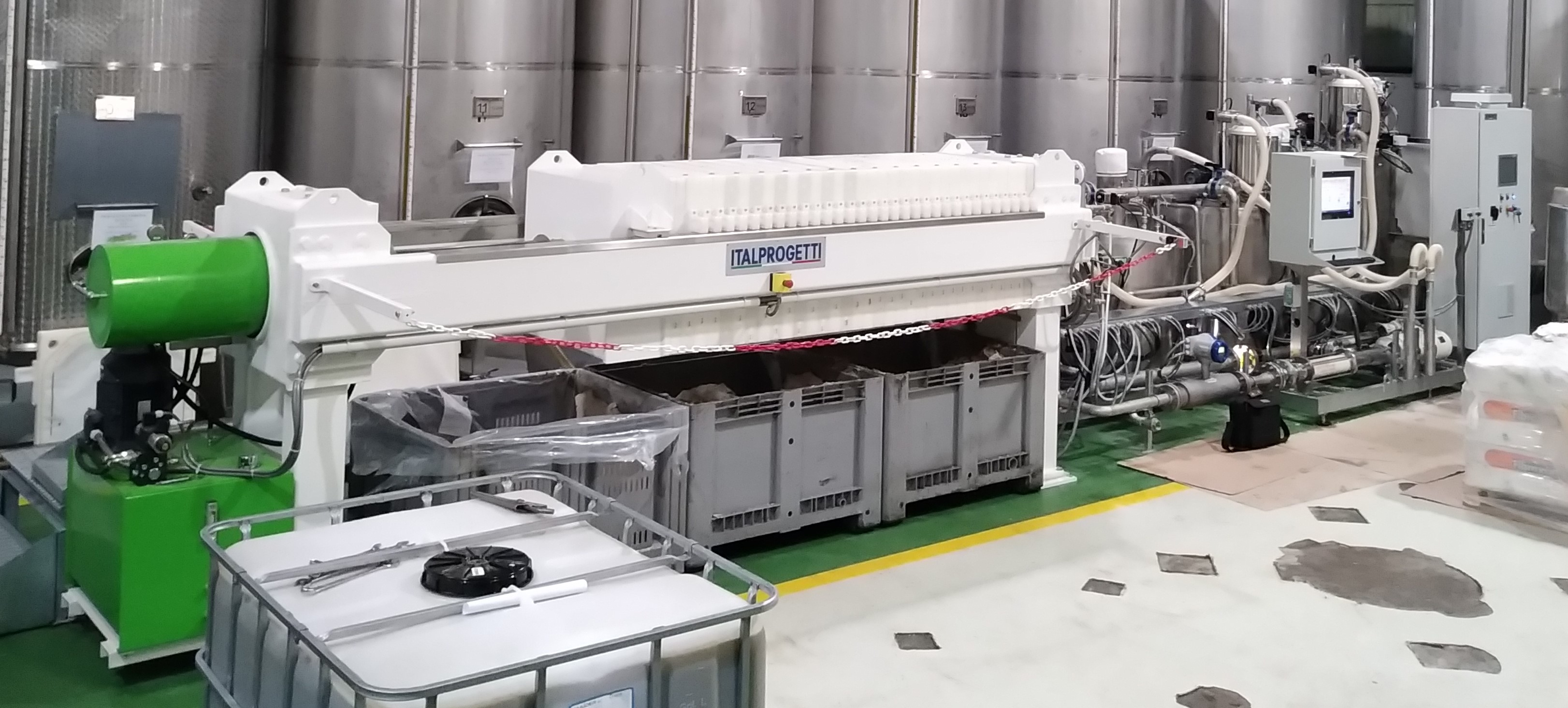
Filtropressa a membrana utilizzata nella filtrazione di olio d'oliva.

### Filtrazione a coadiuvanti
Le fitropresse a membrana sono spesso utilizzate in processi di filtrazione a coadiuvanti permettendo tramite la compressione del substrato filtrante un recupero quasi totale del fluido filtrato oltre all'ottenimento di un panello di filtrazione ben secco date le altre pressioni raggiungibili da alcune tipologie di membrane (50 bar).
I coadiuvanti di filtrazione sono materiali ausiliari del processo di filtrazione la cui funzione fondamentale è di ridurre i fenomeni di colmataggio rendendo poroso ed incomprimibile il deposito  di  particelle solide che si accumula sul mezzo  filtrante nel corso della filtrazione, mantenendone così costante la permeabilità con una perdita di carico proporzionale allo spessore della torta. Spesso essi costituiscono il mezzo filtrante mediante il quale avviene la ritenzione delle particelle contenute nel liquido di processo e provvedono altresì ad assicurare un solido collegamento col supporto di filtrazione e un facile distacco del deposito da tale supporto al termine della filtrazione. Tra i coadiuvanti più utilizzati troviamo le fibre (cellulose e lignine) di varie lunghezze e farine fossili come diatomee o argille come le perliti.

## Versioni di filtropresse
Esistono tre principali tipi di filtri: filtropressa a camera, filtropressa a membrana e filtropressa automatica.

### Filtropressa a camera
La filtropressa a camera è un design relativamente semplice e allo stesso tempo potente di una filtropressa, che viene utilizzata nella separazione solido-liquido delle sospensioni. È irrilevante che il prodotto da filtrare sia una sospensione dalle industrie minerarie, alimentari, chimiche e farmaceutiche o dalle acque reflue dei processi. A causa della loro semplicità e flessibilità, la filtropressa a camera in molte applicazioni diverse è una macchina efficace e affidabile per la separazione solido-liquido quando una unità di piastre diaframma per aumentare il contenuto di materia secca del fango non è necessaria. A questo proposito, filtropresse a camera raggiungono la rispettiva influenza sul grado di asciugatura del panello di filtrazione, in funzione della sospensione e disidratazione proprietà di un contenuto massimo di solidi nel panello da 30% a circa 50% (secondo sospensione volte anche superiore).

### Filtropressa a membrana
Filtropressa a membrana prendono attraverso l'uso della tecnologia delle membrane nelle piastre filtranti una grande influenza sul grado di asciugatura del solido e raggiungere dal metodo di filtrazione solito, la più bassa umidità residua nel panello (escluse filtropressa ad alta temperatura). Una membrana flessibile e impermeabile attaccata al corpo portante comprime il fango disidratato nella camera dopo il completamento del processo di caricamento. Questa straordinaria prestazione rende la filtropressa a membrana uno dei sistemi più diffusi, posizionandolo su una base ineguagliata dalle tradizionali tecniche di drenaggio dei solidi. A seconda del grado di disidratazione, è possibile ottenere differenze significative nel contenuto di sostanza secca nel panello del filtro mediante re-pressatura con piastre a membrana. La gamma dei contenuti di sostanza secca raggiungibili (percentuale in peso della sostanza secca nel fango disidratato del filtro) varia da 30 a oltre l'80 percento.

### Filtropressa automatica
Le filtropresse automatiche sono in termini di architettura, principio di funzionamento e tecnologia di filtrazione convenzionale, ma in relazione al grado di automazione e al funzionamento continuo corrispondente in base ai requisiti speciali di un tempo di ciclo veloce. Grazie alle varie opzioni di automazione (ad es. Spostamento automatico della piastra filtrante, sgancio del filtro, dispositivo di lavaggio del filtro), è possibile ottenere un rilascio del fango disidratato estremamente rapido e un tempo di ciclo ridotto. Il risultato è una filtropressa ad alta velocità che consente di aumentare la produzione per unità di superficie del filtro.

## Sviluppo attuale
In futuro, le richieste del mercato per la moderna industria della filtrazione diventeranno sempre più fini nella separazione, in particolare per quanto riguarda il riciclaggio dei materiali, il risparmio energetico e la tecnologia verde. Per soddisfare le crescenti richieste di un grado più elevato di disidratazione da materiali difficili da filtrare, sono richiesti filtri a pressione molto elevata. Pertanto, la tendenza ad aumentare la pressione per la filtropressa automatica continuerà a svilupparsi in futuro.
I meccanismi convenzionali di filtropressa usano solitamente compressione meccanica e aria
de-concia; tuttavia, l'efficienza della produzione di panelli a bassa umidità è limitata. Un metodo alternativo è stato introdotto usando il vapore anziché l'aria per la disidratazione del fango. La tecnica di disidratazione a vapore può essere un metodo competitivo in quanto offre un prodotto a bassa umidità.